# Pont de Cerdanyola del Vallès
El Pont de Cerdanyola del Vallès és una obra de Cerdanyola del Vallès (Vallès Occidental) inclosa a l'Inventari del Patrimoni Arquitectònic de Catalunya.

## Descripció
Tot i que rep el nom de «pont», la seva funció, o com a mínim el seu origen, no és clara. Possiblement es tractés d'un aqüeducte que funcionava amb relació a un altre aqüeducte de la zona. Les seves factures són similars. Algunes fonts apunten que és un fragment de l'aqüeducte de Canaletes que ha estat reutilitzat com a pont i que l'Inventari del Patrimoni Arquitectònic recull per separat mentre que el Pla Especial del Patrimoni de Cerdanyola el recull juntament amb l'aqüeducte.
Es tracta d'una estructura de dos arcs de maó que connecta el mas de Can Canaletes amb el camp que porta a Santa Maria de les Feixes a través del camí de Sant Iscle de les Feixes.

## Història

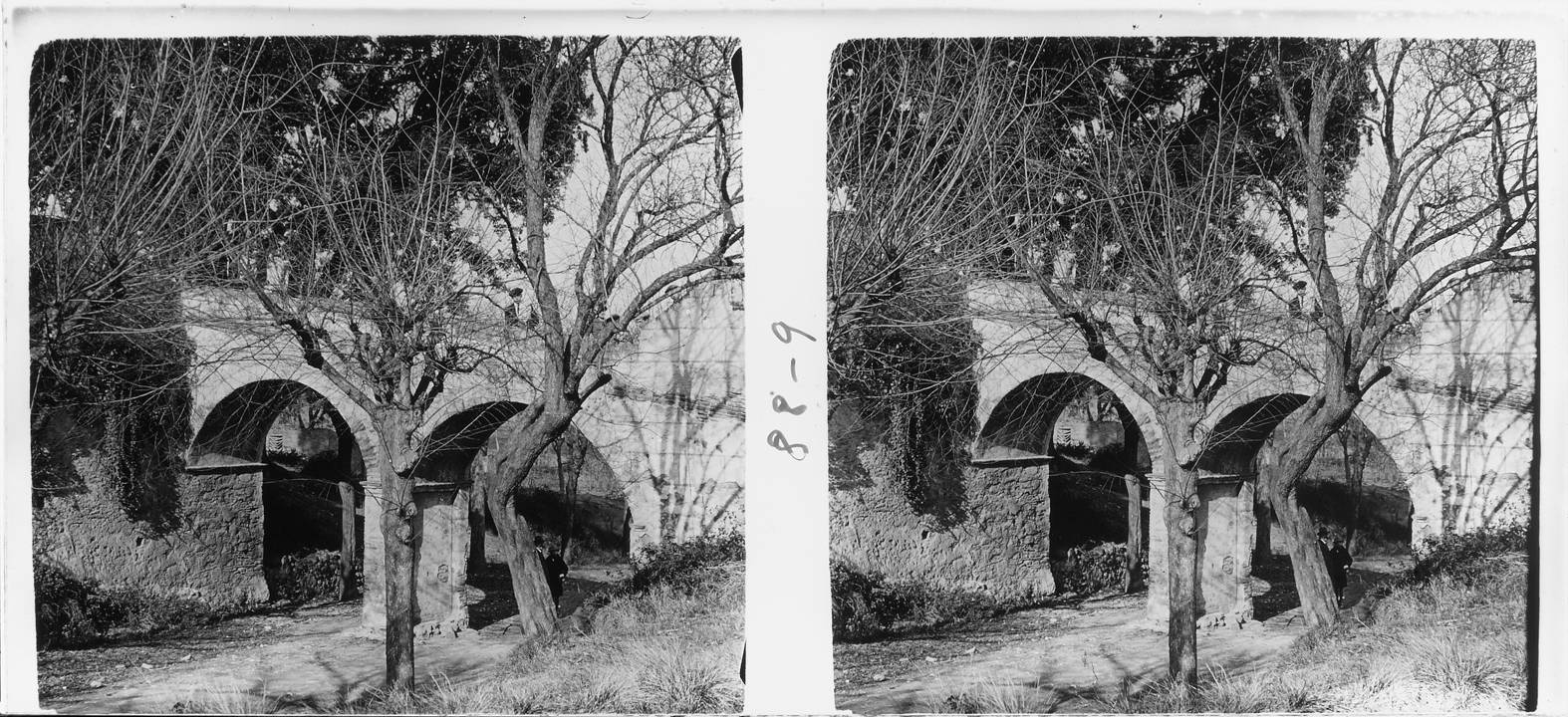
Fotografia de Josep Salvany

En una fotografia de 1924 del Fons Fotogràfic Salvany, es pot veure l'estructura i la seva possible funcionalitat com a pont.
L'arquitecte Leopold Gil i Nebot, propietari de Can Catà, va explicar que el seu pare va fer el camí o pista de Can Catà al 1914 i que passava sota el pont de Can Canaletes. Per a fer-ho, va comprar els terrenys afectats i tenia autorització per a enderrocar el pont. Aquest fet porta a pensar que la pista actual no existia, si més no amb les dimensions actuals.